# Xterivka
Xterivka (en ucraïnès Штерівка, en rus Штеровка, Xterovka) és una vila de l'óblast de Luhansk a Ucraïna. Fins al 2020 formava part del municipi de Khrustalni, després formà part del districte de Rovenkí. La ciutat està ocupada per Rússia i és administrada per la República Popular de Luhansk. El 2022 tenia 1.216 habitants.

## Història
Xterivka es mencionà per primera vegada per escrit el 1723, fundada pel coronel serbi Piotr Xteritx, qui hi instal·là la seva datxa. Més endavant fou el centre de vólost de Xterivka.
El poder bolxevic s'hi traslladà el novembre dfe 1917, però després la regió quedà en mans de l'Exèrcit Blanc durant la Guerra Civil Russa fins a finals del 1919.
Durant la Segona Guerra Mundial, 287 habitants se n'anaren al front i cent d'ells moriren. Xterivka fou ocupada la tardor de 1941 per l'exèrcit alemany. El 1942, els combatents de la resistència foren fusellats i els residents deportats per a treballs forçats a Alemanya. La regió fou alliberada la tardor de 1943 per l'Exèrcit Roig.
La vila rebé l'estatus d'assentament de tipus urbà el 1938.
L'estiu del 2014, durant la Guerra al Donbàs, les forces prorusses capturaren la vila de Xterivka i des d'aleshores està controlada per la República Popular de Luhansk.